# Leonard Prochownik
Leonard Prochownik (ur. 10 października 1883 w Czernichowie, zm. 23 lutego 1963 w Wadowicach) – polski duchowny katolicki, prałat, szambelan papieski, kapłan archidiecezji krakowskiej.
Święcenia kapłańskie otrzymał 3 lipca 1910 z rąk kard. Jana Puzyny.

## Praca duszpasterska
Pracował jako wikariusz w Zakopanem (1910 – 1915) oraz w parafii Ofiarowania NMP w Wadowicach (od 1 sierpnia 1915 do 1928). Następnie pełnił posługę penitencjarza w Kościele Mariackim w Krakowie.

### Wadowice – papieski proboszcz
Od 22 marca 1929 do 23 lutego 1963 proboszcz parafii Ofiarowania NMP w Wadowicach. Zastąpił na stanowisku proboszcza parafii zmarłego 4 listopada 1928 księdza prałata Andrzeja Zająca.
16 kwietnia 1929 poprowadził na wadowickim cmentarzu parafialnym ceremonię pogrzebową Emilii Wojtyłowej – mamy Karola Wojtyły, późniejszego papieża Jana Pawła II.
W czasach II wojny światowej parafia Ofiarowania NMP w Wadowicach została oddzielona od stolicy archidiecezji krakowskiej znajdując się wśród terenów włączonych do III Rzeszy. Decyzją arcybiskupa metropolity krakowskiego Adama Stefana Sapiehy proboszcz parafii ksiądz Leonard Prochownik został mianowany wikariuszem generalnym archidiecezji krakowskiej na III Rzeszę.
Pełnił również funkcję dziekana dekanatu wadowickiego.
W akcji grupy „Wiarusy” na pociąg w stacji Lasek k/Nowego Targu w nocy z 31.10 na 1.11.1947 zginęło trzech milicjantów w tym kapral M. Antkowiak z Wadowic. Jego pogrzeb miał się odbyć w dniu 04.11.1947 i komendant powiatowy MO uzgodnił z ks. Prochownikiem szczegóły uroczystości. Ks. Prochownik zgodził się pod warunkiem, że na pogrzebie nie będzie sztandarów PPS i PPR. Takie sztandary jednak się pojawiły i ks. Proboszcz odmówił uczestnictwa w tym orszaku. Ostatecznie nabożeństwo żałobne odprawił, ale na cmentarz z konduktem nie poszedł. 16.10.1948 Sąd Okręgowy w Krakowie skazał go za to na 3 miesiące więzienia. Pomimo odwołań w dniu 31.08.1949 ks. Prochownik rozpoczął odbywanie kary w więzieniu w Wadowicach.

## Reakcyjny dziekan
W książce Księża wobec bezpieki na przykładzie Archidiecezji Krakowskiej ksiądz Tadeusz Isakowicz-Zaleski przytacza raport bezpieki, w którym ksiądz Leonard Prochownik jest określany jako „reakcyjny dziekan”: „Nie małą rolę w życiu i działalności Kościoła odgrywają reakcyjni dziekani w terenie, a do takich należą: ks. ks. Śliwa Józef z Wieliczki, Prochownik Leonard z Wadowic...”.